# 長谷川潤 (漫画家)
長谷川 潤（はせがわ じゅん、1968年5月4日 - ）は、日本の漫画家。島根県浜田市出身。柊あおいの元アシスタント。谷川史子とは仲良しで（じゅんぐ〜、ふ〜みんと呼び合う仲）、よくお互いのコミックスに登場している。
「未完成な感情」（第33回S・B賞次席）がデビューのきっかけとなり、1990年『りぼんオリジナル早春の号』にて「春のとなり」でデビュー。谷川史子の一部作品では男性を思わせる描写がされているが、女性である。「夜野きりん」というペンネームで同人活動の経験もある。
デビュー以来『りぼん』中心で作品を発表してきたが、2001年に活動の場を『Cookie』に移した。2007年現在は『マーガレット』、『Cookie BOX』を中心に活躍中。また、2008年からは「香森かずら」というペンネームで『恋愛天国』（竹書房）にてレディーズ向けのコミックも描いている。

## 関連書籍

### りぼんマスコットコミックス
りぼんマスコットコミックスのレーベルより発売された物。
- りぼん新人漫画傑作集「7枚のポートレート」（一条ゆかり編）
  - 1990年4月18日発行
  - 「春のとなり」他6編
- うさぎ・すぷりんぐ（全1巻）
  - 1991年8月14日 ISBN 9784088535791
  - 併録：すまいりん'E.S.P、空の5線譜、はじまりの頃、春のとなり（デビュー作）
- めばえのマーチ（全1巻）
  - 1992年9月19日 ISBN 9784088536309
  - 併録：ひみつの四季ちゃん、夏休みに会おうね
- レッツ ファイト!!（全1巻）
  - 1993年11月20日 ISBN 9784088537023
  - 併録：番外編 水辺のキリン
- 海辺の秋の夕暮れの（全1巻）
  - 1994年11月20日 ISBN 9784088537672
  - 併録：いちばんの日色、ミルキィ・ウェイ、野の花
- しょーがないヤツ。（全1巻）
  - 1995年11月20日 ISBN 9784088538266
  - 併録：さかさまテディ・ベア、トキメキを待ってて、胸焼けバースディ（エッセイ漫画）
- だまっていればの花愛ちゃん（全1巻）
  - 1996年12月14日 ISBN 9784088538938
  - 併録：番外編 〜ラブラブの嵐!の巻〜
- 海から来た天使（全2巻）
  - 前編 1997年10月20日 ISBN 9784088560434
    - 併録：21時のサンドウィッチ

  - 後編 1998年2月18日 ISBN 9784088560663
    - 併録：番外編、シビレリゅおしらせ、ペパーミント・ムーン、あの空 夏の声
- 続・だまっていればの花愛ちゃん（全1巻）
  - 1998年10月20日 ISBN 9784088561066
  - 併録：マリーちゃんの恋人、辛い風邪（エッセイ漫画）
- あぶない♥パラダイス（全1巻）
  - 1999年3月20日 ISBN 9784088561325
  - 併録：番外編
- ベリィ×ベリィ（全1巻）
  - 2000年2月20日 ISBN 9784088561905
- 菜の花線路のむこう（全1巻）
  - 2000年10月18日 ISBN 9784088562322
  - 併録：Get you!、「いちばんの日色」side story 夕焼けサイレンと
- 禁断の愛してるっ!（全1巻）
  - 2001年5月20日 ISBN 9784088562834
  - 併録：魔法使いの弟子、きゃらめる・ロリポップ、Super Hero's 夏
- 羊をかぞえてどこまでも（全1巻）
  - 2002年8月11日 ISBN 9784088563961
  - 併録：ふくらむMYハーツ、春とカタコト、コンプレックス☆パンチ

### りぼんマスコットコミックスCookie
りぼんマスコットコミックスCookieのレーベルより発売された物。
- 天然BAD（全1巻）
  - 2002年4月15日 ISBN 9784088563701
  - 併録：ピーチdeパンチ、True Heart
- ホームステディ（全1巻）
  - 2003年6月13日 ISBN 9784088564739
  - 併録：純情コンプレックス

### マーガレットコミックス
マーガレットコミックスのレーベルより発売された物。
- 完全ダイブ系（全1巻）
  - 2004年11月25日 ISBN 9784088477992
- 銀盤カレイドスコープ（全2巻）
  - 原作：海原零 （ライトノベルを漫画化）
  - 1 2006年1月25日 ISBN 9784088460239
  - 2 2006年5月25日 ISBN 9784088460581

### マーガレットコミックスDIGITAL
電子書籍・マーガレットコミックスDIGITALより発売された物。
- 難ならアリ山不動産（全4巻）
  - 1 2020年11月25日 ASIN B08N6PPHF3
  - 2 2020年11月25日 ASIN B08N6N5GMT
  - 3 2020年11月25日 ASIN B08N6NQD67
  - 4 2022年3月1日 ASIN B09SHSKZ94

### PIANISSIMO COMICS
PIANISSIMO COMICS（ポプラ社）のレーベルより発売された物。
- 大好き!五つ子 コミック版（全1巻）
  - 脚本：浪江裕史
  - 2009年2月16日 ISBN 9784591108451

### エメラルドコミックス・ハーモニィコミックス
エメラルドコミックス・ハーモニィコミックス（宙出版）のレーベルより発売された物。
- 偽りの令嬢と公爵の憂鬱（全1巻）
  - 原作：バーバラ・カートランド
  - 2016年 ISBN 9784776743569

- 一年契約の花嫁（全1巻）
  - 原作：キャサリン・バイビ―
  - 2017年 ISBN 9784776744757

- 黄昏にほほを寄せて（全1巻）
  - 原作：リサ・クレイパス
  - 2017年 ISBN 9784776745945

- 二人の騎士と初恋の天使（全1巻）
  - 2018年 ISBN 9784776748571

## イラスト担当
- ラヴァーズ+1
  - 著者：森田尚
  - 1996年11月1日 ISBN 9784086142588
- 女子高サバイバル
  - 著者：須賀しのぶ
  - 1997年10月3日 ISBN 9784086143769
- 女子高サバイバル - 純情可憐編
  - 著者：須賀しのぶ
  - 1998年6月3日 ISBN 9784086143769